# Albina Osipowichová
Albina Osipowichová, nepřechýleně Albina Osipowich (26. února 1911, Worcester – 6. června 1964) byla americká plavkyně. Na olympijských hrách 1928 v Amsterdamu získala zlaté medaile v závodě na 100 metrů volným způsobem a ve štafetě 4 × 100 metrů volným způsobem.